# NGC 2146
NGC 2146 este o starburst galaxy⁠(d) situată în constelația Girafa. A fost descoperită în 1876 de către August Winnecke. Se află la o distanță de 90.000.000 al de Pământ.